# Kojatín
Kojatín (německy Kojatin, latinsky Cogatinio) je obec v okrese Třebíč v Kraji Vysočina. Žije zde 93 obyvatel.
Sousedními obcemi sídla jsou Smrk, Valdíkov, Budišov a Pozďatín.

## Geografie
Kojatínem prochází z jihu na sever silnice ze Smrku do Budišova, z té se pak odpojuje směrem na východ silnice vedoucí kolem železniční zastávky Kojatín do Pozďatína. Z křižovatky na Doubravu a osadu Spálený Dvůr vychází směrem na východ další užitková silnice. Přes zalesněnou jižní část území obce prochází ze západu na východ silnice mezi Smrkem a Pozďatínem. Ze západu na východ přes Kojatín prochází cyklostezka 5208, tu pak u železniční zastávky kříží cyklostezka 5106 z Pozďatína ke Spálenému Dvoru. Po též trase vede i zelená turistická stezka. Směrem na západ vede cyklostezka 5208 kolem koňského ranče směrem k Opatovskému mlýnu přes nově rekonstruovaný asfaltový úsek. Přes území obce vede železniční trať ze Studence do Křižanova.
Severní a západní část území je zemědělsky využívána, východní a jižní část je zalesněna.
Nedaleko Spáleného Dvora pramení nepojmenovaný potok, který dále teče západním směrem, kde u osady Doubrava protéká rybníkem Mrňák a pak se u Valdíkova vlévá do rybníka Podhájek. U železniční zastávky pramení nepojmenovaný potok, který pak teče směrem na západ kolem vesnice, kde protéká Kojatínským rybníkem a rybníkem Mrkovec, dále teče do Valdíkovského rybníka. Na jižní hranici území obce pramení Okarecký potok, ten nadále teče přes rybník Přibyl a území Kojatína a následně na území Pozďatína protéká přes rybníky Kacíř, Vrbinec, Hlad a další a u Náměště nad Oslavou se vlévá do Oslavy.
Na území obce se nachází dva nepojmenované vrcholy s kótami 475 a 478 m.
Kojatín se nachází u západního okraje území, severně od vesnice se nachází malá osada Spálený Dvůr, nedaleko vesnice se nachází koňský ranč.

## Historie
První písemná zmínka o vesnici je ve falzu z konce 12. století a hlásí se k roku 1104 (Koiatino). Nachází se v zakládací listině třebíčského kláštera. V blíže neznámé době ve vsi vznikla tvrz připomínaná jako pustá v jediné zmínce z počátku šestnáctého století. Zanikla, nejspíše i se vsí, pravděpodobně během česko-uherských válek ve druhé polovině patnáctého století. Podle Františka Dvorského byla vesnice vypálena až v roce 1545. Z původních 200 lidí zde nezůstal nikdo. Až po dlouhých 200 letech byla obec opětovně vystavěna. Ještě v roce 1628 se uvádí jakou část Smrku, kdy však je uvedena jako pustá vesnice. Obec byla znovu vystavěna až v roce 1712. V roce 1748 se od farnosti ve Vladislavi odtrhly vesnice Střížov a Kojatín. V roce 1834 získala obec pečeť a v roce 1879 byla ve vsi postavena kaple panny Marie.

## Obyvatelstvo
| Rok            | 1869 | 1880 | 1890 | 1900 | 1910 | 1921 | 1930 | 1950 | 1961 | 1970 | 1980 | 1991 | 2001 | 2011 | 2021 |
| -------------- | ---- | ---- | ---- | ---- | ---- | ---- | ---- | ---- | ---- | ---- | ---- | ---- | ---- | ---- | ---- |
| Počet obyvatel | 118  | 116  | 102  | 114  | 123  | 123  | 151  | 135  | 134  | 124  | 129  | 74   | 87   | 71   | 85   |
| Počet domů     | 15   | 15   | 17   | 16   | 19   | 19   | 29   | 31   | 31   | 31   | 29   | 35   | 36   | 38   | 41   |

## Obecní správa
Do roku 1849 patřil Kojatín do náměšťského panství, od roku 1850 patřil do okresu Moravský Krumlov, pak od roku 1868 do okresu Třebíč. Mezi lety 1850 a 1962 patřil Kojatín pod Pozďatín a mezi lety 1962 a 1990 byla obec začleněna pod Smrk, následně se obec osamostatnila.

## Politika

### Volby do Poslanecké sněmovny
|       | 2006              | 2010              | 2013              | 2017              | 2021                  |
| ----- | ----------------- | ----------------- | ----------------- | ----------------- | --------------------- |
| 1.    | ČSSD (37,77 %)    | ČSSD (25,0 %)     | KSČM (19,6 %)     | ANO (45,09 %)     | SPOLU (31,03 %)       |
| 2.    | ODS (22,22 %)     | TOP 09 (22,22 %)  | TOP 09 (17,64 %)  | ČSSD (11,76 %)    | ANO (25,86 %)         |
| 3.    | KSČM (13,33 %)    | VV (13,88 %)      | ČSSD (15,68 %)    | ODS (9,8 %)       | Piráti+STAN (15,51 %) |
| účast | 80,36 % (45 z 56) | 61,67 % (37 z 60) | 73,91 % (51 z 69) | 71,83 % (51 z 71) | 82,19 % (60 z 73)     |

### Volby do krajského zastupitelstva
|      | 1.                      | 2.                    | 3.                     | účast             |
| ---- | ----------------------- | --------------------- | ---------------------- | ----------------- |
| 2000 | ODS (50 %)              | ČSSD (29,16 %)        | KSČM (16,66 %)         | 41,93 % (26 z 62) |
| 2004 | ODS (25,64 %)           | ČSSD (23,07 %)        | KSČM (17,94 %)         | 68,42 % (39 z 57) |
| 2008 | ČSSD (52,5 %)           | ODS (20 %)            | KDU-ČSL (10 %)         | 70,69 % (41 z 58) |
| 2012 | ČSSD (36,36 %)          | KSČM (15,15 %)        | Pro Vysočinu (15,15 %) | 56,25 % (36 z 64) |
| 2016 | ANO 2011 (20,83 %)      | KDU-ČSL (18,75 %)     | STO (12,5 %)           | 71,64 % (48 z 67) |
| 2020 | ANO (25,53 %)           | STAN+SNK ED (21,27 %) | ODS+STO (19,14 %)      | 69,86 % (51 z 73) |
| 2024 | ODS+TOP 09+STO (37,2 %) | ANO (23,25 %)         | STAN+SNK ED (9,3 %)    | 60,56 % (43 z 71) |

### Prezidentské volby
V prvním kole prezidentských voleb v roce 2013 první místo obsadil Karel Schwarzenberg (12 hlasů), druhé místo obsadil Jiří Dienstbier (9 hlasů) a třetí místo obsadil Jan Fischer (8 hlasů). Volební účast byla 65,08 %, tj. 41 ze 63 oprávněných voličů. V druhém kole prezidentských voleb v roce 2013 první místo obsadil Miloš Zeman (30 hlasů) a druhé místo obsadil Karel Schwarzenberg (14 hlasů). Volební účast byla 71,43 %, tj. 45 ze 63 oprávněných voličů.
V prvním kole prezidentských voleb v roce 2018 první místo obsadil Miloš Zeman (21 hlasů), druhé místo obsadil Jiří Drahoš (17 hlasů) a třetí místo obsadil Marek Hilšer (7 hlasů). Volební účast byla 78,38 %, tj. 58 ze 74 oprávněných voličů. V druhém kole prezidentských voleb v roce 2018 první místo obsadil Miloš Zeman (34 hlasů) a druhé místo obsadil Jiří Drahoš (25 hlasů). Volební účast byla 79,73 %, tj. 59 ze 74 oprávněných voličů.
V prvním kole prezidentských voleb v roce 2023 první místo obsadil Petr Pavel (23 hlasů), druhé místo obsadil Andrej Babiš (14 hlasů) a třetí místo obsadila Danuše Nerudová (10 hlasů). Volební účast byla 78,87 %, tj. 56 ze 71 oprávněných voličů. V druhém kole prezidentských voleb v roce 2023 první místo obsadil Petr Pavel (39 hlasů) a druhé místo obsadil Andrej Babiš (19 hlasů). Volební účast byla 81,69 %, tj. 58 ze 71 oprávněných voličů.

## Doprava
Kolem vesnice vede železniční trať Křižanov–Studenec se zastávkou Kojatín. Na stavbu železnice byl využit také kámen vytěžený v místním lomu, který je dnes zatopený a jeho zachovalé okolí je vyhledáváno turisty.

## Pamětihodnosti
- Kaplička Panny Marie z roku 1879
- Tvrz Kojatín

## Přírodní zajímavosti
- Přírodní památka Maršovec a Čepička